# Chris Lattner
Christopher Arthur Lattner (1978) è un informatico statunitense.
È l'autore originale del progetto LLVM nonché dei progetti correlati tra cui il compilatore Clang e il linguaggio di programmazione Swift. Da giugno 2005 a gennaio 2017 ha lavorato presso Apple Computer Inc. come direttore del dipartimento di sviluppo per gli strumenti per programmatori, per Xcode e i team per le strumentazioni e i compilatori.
A gennaio 2017 è entrato a far parte del Tesla Autopilot Team per poi uscirne dopo solo sei mesi. Successivamente ha diretto per tre anni il team di infrastruttura di TensorFlow per Google, abbandonandolo nel gennaio 2020 per dirigere il reparto di Ingegneria di SiFive. È il cofondatore e amministratore di Modular AI, un'azienda che lavora su una piattaforma di sviluppo per l'intelligenza artificiale, oltre ad essere l'azienda dietro il linguaggio di programmazione Mojo.

## Biografia
Lattner ha studiato informatica all'Università di Portland laureandosi nel 2000. Mentre era in Oregon, ha lavorato come sviluppatore di sistemi operativi, migliorando DYNIX di Sequent Computer Systems.